# Ned Kelly (2003)
Ned Kelly is een biografische film uit 2003, geregisseerd door Gregor Jordan en gebaseerd op de roman Our Sunshine uit 1991 van Robert Drewe. Heath Ledger speelt de titelrol. De film is een coproductie tussen de Verenigde Staten, het Verenigd Koninkrijk, Australië en Frankrijk.

## Verhaal
De film speelt zich af in Australië aan het einde van de 19e eeuw. De tiener Ned Kelly, de zoon van arme Ierse kolonisten wordt ten onrechte in de gevangenis aangeklaagd. Gedurende de drie jaar die hij achter de tralies heeft doorgebracht, wordt haat tegen de politie die de Ieren onderdrukt en gevangenen wreed behandeld. Nadat de politie zijn moeder heeft gearresteerd, gaat Kelly op de vlucht. Hij werkt samen met zijn broer Dan en vrienden en begint een bende. De bende is betrokken bij een overval, pleegt gewaagde bankovervallen en al snel wordt Ned Kelly de meest gezochte crimineel van Australië. Het geld dat door overvallen wordt verkregen, wordt overgemaakt aan boeren om schulden af te betalen en mensen uit gevangenissen los te kopen.

## Rolverdeling
| Acteur           | Personage                    |
| ---------------- | ---------------------------- |
| Heath Ledger     | Ned Kelly                    |
| Orlando Bloom    | Joe Byrne                    |
| Geoffrey Rush    | Hoofdinspecteur Francis Hare |
| Naomi Watts      | Julia Cook                   |
| Joel Edgerton    | Aaron Sherritt               |
| Laurence Kinlan  | Dan Kelly                    |
| Philip Barantini | Steve Hart                   |
| Kerry Condon     | Kate Kelly                   |
| Kris McQuade     | Ellen Kelly                  |
| Emily Browning   | Grace Kelly                  |
| Rachel Griffiths | Susan Scott                  |
| Charles Tingwell | Premier Graham Berry         |